# 基礎解析
基礎解析（きそかいせき）は、1982年（昭和57年）度から施行された高等学校学習指導要領において、数列や指数関数、対数関数及び三角関数について理解させるとともに、整式の微分・積分及びそれらの応用を目的とした数学の科目の一つである。数学Ⅰを履修した生徒が続いて学ぶ科目であり、基礎解析に続いて学ぶ科目が微分・積分であった。1989年の学習指導要領改訂に伴い、廃止された。基礎解析の学習内容のほとんどは数学IIに引き継がれた。学習指導要領に示された内容は次のとおりである。
必修科目ではなかったが、多くの生徒が履修させられる選択科目であった。センター試験においても「数学II」として微分法・積分法を除く内容が出題された。二次試験においても理系だけでなく文系学部においても出題される内容であった。

## 目標
数列や指数関数、対数関数及び三角関数について理解させるとともに、微分法・積分法の基礎的な考えを理解させ、簡単な整関数の範囲でそれらを活用する能力を養う。

## 内容
(1) 数列
ア 簡単な数列
等差数列、等比数列など
イ 数学的帰納法
［用語・記号］ Σ
(2) 関数
ア 指数関数
イ 対数関数
ウ 三角関数
（ア） 一般角と弧度法
（イ） 三角関数とその周期性
（ウ） 三角関数の加法定理
［用語・記号］ 累乗根、logax
(3) 関数値の変化 
ア 微分係数の意味
イ 導関数とその応用 
（ア） 関数の和・差、実数倍の導関数
（イ） 接線、関数値の増減、速度など
（ウ） 積分とその応用
不定積分、定積分、面積など
［用語・記号］ 極限値、lim

## 内容の取扱い
(1)　内容の (1) のアについては、等差数列、等比数列の和及び数列｛n2｝の和を求める程度とする。
(2)　内容の (2) のイについては、対数計算は取り扱わないものとする。

## 現行課程との関連
現行課程（2003年度から施行）における「数学II」に大体相当する。ただし、数列はすべて「数学B」の内容として扱われている。また、微分・積分の内容の一部（関数の極限、速度、体積、道のりなど）は「数学III」へと移っている。